# Димана
Димитричка Костова (болг. Димитричка Костова), более известна как Димана (болг. Димана); род. 30 июля 1984, Добрич, Болгария — болгарская поп-фолк-певица.

## Биография
Димана родилась 30 июля 1984 года в городе Добрич. Училась в школе имени Климента Охридского с музыкальным образованием, где училась вместе ещё одной певицей Преслава. Её любовь к поп-фолк жанру, началась в восьмом классе, когда она начала слушать песни и пыталась сделать характеристику. В 2002 году Димана получила первую премию на Международном фестивале в итальянском городе Фивиццано с песней Fortissimo Риты Павоне. Тогда Димана являлась единственной представительницей Болгарии на фестивале. В репертуаре есть песни на английском, итальянском и французском языках. Участвовала в конкурсе Планета ищет суперзвезду в 2004 году, в программе были две песни: первая собственная и вторая в стиле а-капеллы на песню Марии Нейковой Светът е за двама. В начале 2005 года подписала контракт с звукозаписывающей компанией Пайнер..
Димана начала свою музыкальную карьеру в начале 2006 года в прямом эфире на телеканале Планета с видеоклипом на песню Към тебе тичам (рус. Бегу к тебе). В апреле того же года — Хиляда градуса любов (рус. Тысяча градусов любви), а летом того же года выпустился сам альбом, названный в честь этой песни. В начале 2007 года на 5-й ежегодной музыкальной премии телеканала Планета Димана получила награду в номинации Лучший дебют года.
В августе 2008 года Димана выпустила песню-балладу Колко часа любов (рус. Сколько часов любви, после этого певица ненадолго ушла со сцены, потому что она ждала первенца.
Осенью 2012 года Димана отправилась на первые зарубежные гастроли в США, где она давала концерты в разных городах США для болгарской диаспоры.
В начале 2016 Димана выпустила новую песню Достатъчно (рус. Достаточно).
Через год она выпустила песню «Без мен не можеш» (рус. Без меня не сможешь)
Помимо певческого таланта, она также является опытным визажистом

## Личная жизнь
Имеет дочку Габриэлу (род. 2008).

## Дискография

### Студийные альбомы
- 2006 — Хиляда градуса любов / Тысяча градусов любви

### Сборники
- 2013 — Златните хитове на Димана / Золотые хиты Диманы